# Venke Knutson
Venke Knutson, född 20 oktober 1978 i Birkeland i Aust-Agder, är en norsk popartist. 
Som tonåring flyttade hon med sina föräldrar till Houston i Texas. Föräldrarna arbetade i  sjömanskyrkan och själv sjöng hon i körer och musikaler. När familjen återvände till Norge avslutade hon gymnasiet på musiklinjen i Vågsbygd.
Knutson uppträdde som vokalist första gången 1996 och år 2003 skrev hon skivkontrakt med skivbolaget Universal Music Group i samarbete med hennes tidigare manager Jan Fredrik Karlsen. Den första singeln hon gav ut hette "Panic". Hon deltog i Norsk Melodi Grand Prix 2010 med låten "Jealous Cause I Love You".

## Diskografi

### Album
- 2004 – Sacred
- 2005 – Places I Have Been
- 2007 – Crush
- 2010 – Smiles: The Very Best of Venke Knutson (samlingsalbum)

### Singlar
- 2003 – «Panic»
- 2004 – «Scared»
- 2004 – «Kiss»
- 2004 – «In2u»
- 2005 – «Just a Minute»
- 2007 – «Holiday»
- 2007 – «Walk The Walk»
- 2010 – «Jealous 'Cause I Love You»
- 2014 – «Ta meg med»
- 2014 – «Salvation»
- 2014 – «Kom»
- 2016 – «Next Time»